# Nieuwediep
Nieuwediep – miasteczko w holenderskiej prowincji Drenthe, w gminie Aa en Hunze. Leży 20 km na wschód od Assen.